# White Coke
Cet article court présente un sujet plus développé dans : Coca-Cola.
Le White Coke (« Coca Blanc ») est le surnom d'une variante de la boisson Coca-Cola produite dans les années 1940 à la demande du maréchal de l'Union soviétique Gueorgui Joukov.
Ce dernier a découvert le Coca-Cola pendant ou peu de temps après la Seconde Guerre mondiale par son homologue en Europe occidentale, le commandant suprême des forces alliées en Europe, Dwight D. Eisenhower, qui est également un amateur de la boisson. Comme le Coca-Cola est alors considéré en Union soviétique comme un symbole de l'impérialisme américain et qu'il est donc compliqué d'en boire dans ce pays, Joukov demande via le général Mark Wayne Clark puis le président des États-Unis Harry S. Truman à l'entreprise américaine de fabriquer et d'emballer des bouteilles pour les faire ressembler à de la vodka. La requête spéciale est acceptée et après la mise au point de la décoloration de la boisson, cette version incolore (white) est embouteillée en utilisant des bouteilles à bords droits arborant une étoile rouge sur leur capsule. Cinquante caisses sont livrées aux Soviétiques à Vienne, sans qu'on sache si elles ont été consommées.